# Композитна броня
Композитна броня е вид броня, която се състои от няколко слоя от различни материали. Най-често това е комбинация от метален, керамичен и пластмасов слой. Едно от основните предимства на композитната броня е по-малкото тегло в сравнение с изцяло металната. Заради различния произход на материалите и специализираните технологии за производството ѝ тя значително по-скъпа, освен това е по-обемна. Разработването на композитната броня започва в средата на 50-те години и е приложено за пръв път на американския танк Т95. Неговата броня се е състояла от два стоманени слоя, между които е имало един силициев слой. По-късно СССР разработва Т-64, чиято броня е назована „Комбинация К“. Всички съвременни ОБТ имат композитна броня.

## Съвременни танкове с композитна броня
- САЩ
  - М60 Патън
  - М1 Ейбрамс
- СССР
  - Т-64
  - Т-72Б
  - Т-80
  - Т-90
  - Т-95
- Великобритания
  - Чийфтейн
  - Чалънджър 1
  - Чалънджър 2
- Франция
  - Льоклерк
- Германия
  - Леопард 2
- Япония
  - Тип 90
- Китай
  - Тип 96
  - Тип 99
- Пакистан
  - Ал-Халид
- Индия
  - Арджун
- Южна Корея
  - К1
  - К2 Черна Пантера
- Италия
  - Ариете
- Хърватия
  - М-95 Дегман
- Сърбия
  - М-2001
- Израел
  - Меркава 4